# Rebutia mudanensis
Rebutia mudanensis Rausch, 1976, es una especie fanerógama perteneciente a la familia de las Cactaceae. Actualmente es sinónimo de Aylostera pygmaea.

## Distribución
Es endémica de Argentina. Es una especie común que se ha extendido por todo el mundo.

## Descripción
Es una planta perenne carnosa, globosa de color verde armada de espinos  y  con las flores de color rosa y amarillo.